# Aïn Azel (distrito)
Aïn Azel é um distrito localizado na província de Sétif, Argélia.[carece de fontes?] Sua capital é a cidade de mesmo nome.

## Comunas
O distrito está dividido em quatro comunas:
- Aïn Azel
- Aïn Lahdjar
- Bir Haddada
- Beidha Bordj